# Yggdrasil

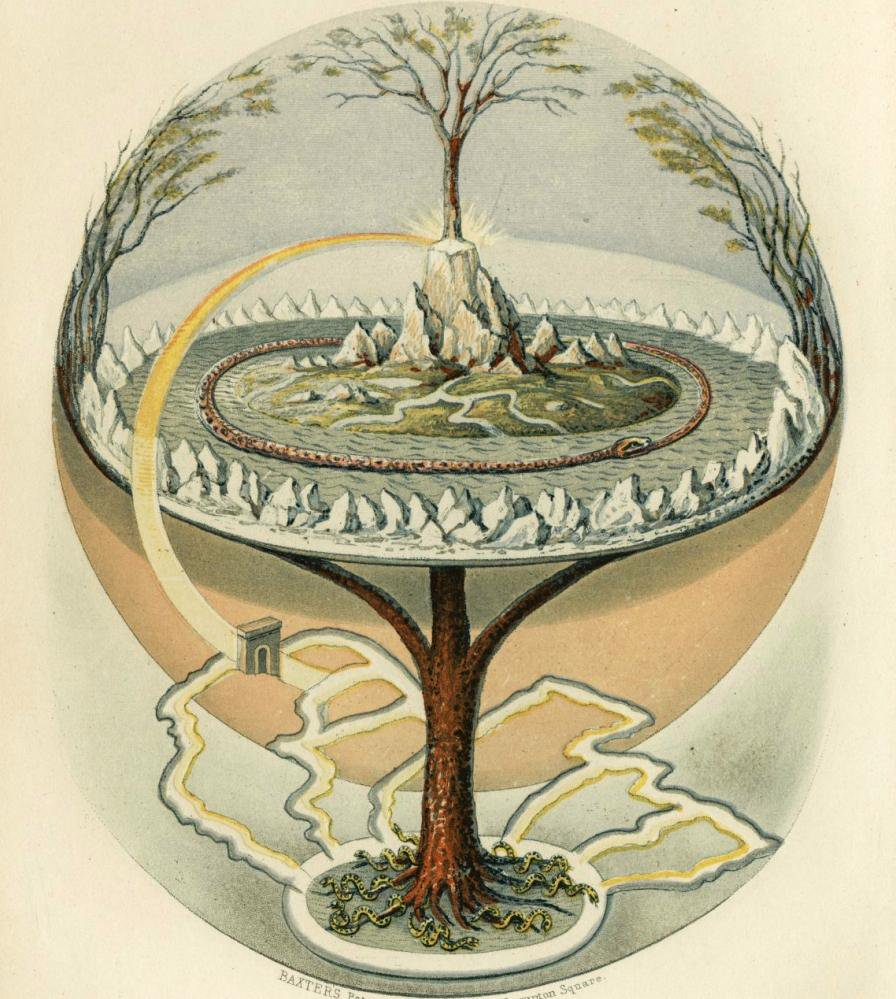
Tranh vẽ (thế kỷ 19) thế giới quan của Edda

Trong thần thoại Bắc Âu, Yggdrasil (còn được gọi là Mímameiðr hay Læraðr) là "Cây thế giới", một cây thần khổng lồ nối liền chín thế giới trong vũ trụ. Asgard, Álfheim và Vanaheim nằm trên cành của cây tần bì này. Thân của Yggdrasil xuyên qua tâm Midgard. Xung quanh Midgard là Jötunheim và phía dưới là Nidavellir và Svartálfaheim. Ba cái rễ của Yggdrasil đâm xuống Helheim, Niflheim và Muspelheim.

## Thần thoại về kiến tạo thế giới
Nguồn gốc của Yggdrasil đến giờ vẫn còn là bí ẩn. Trong bài thơ Hávamál, thần Odin đề cập đến việc ngài từng treo cổ trên Cây Thế Giới, nhưng chẳng ai biết bộ rễ nó mọc lên từ đâu. Khổ thơ thứ hai của bài Völuspá nói rằng, tự thuở sơ khai, Yggdrasil đã bén rễ dưới mặt đất.
Trong thần thoại Bắc Âu tồn tại một cái vực thẳm (tương tự như Chaos trong thần thoại Hy Lạp) vô hạn được gọi là Ginnungagap. Ginnungagap tồn tại giữa hai khu vực trái ngược nhau, ở phương Bắc thì lạnh lẽo bao phủ có tên gọi là Niflheim hay vùng đất băng giá. Từ Niffheim có một cái giếng được gọi là Hvergelmir từ đó chảy ra 11 dòng sông là Svöl, Gunnthrá, Fjörn, Fimbulthul, Slid, Hrid, Sylgr, Ylgr, Vid, Leiptr và Gjoll (dòng sông chảy gần nhất với Hel và có cây cầu Gjallarbru bắc qua), các con sông ấy được gọi chung là Élivágar (sông băng). Còn ở phương Nam lại là vùng lúc nào cũng rực lửa gọi là Muspellsheim hay là vùng đất tiêu điều được cai trị bởi tộc người khổng lồ Surtr. Khi ngọn lửa của Múspellsheim làm tan chảy băng giá của Niflheim, dòng băng tan ấy chảy vào Ginnunga-gap hòa vào Élivágar tạo nên sinh vật đầu tiên của vũ trụ: người khổng lồ Ymir hay Aurgelmir. Từ mồ hôi dưới nách của Ymir lại sản sinh ra đôi nam nữ khổng lồ và từ đó sinh ra loài khổng lồ băng giá. Sương muối tiếp tục tan chảy tạo nên con bò khổng lồ Audhumla. Ymir uống sữa bò để tồn tại và phát triển nòi giống. Audhumla tiếp tục ăn bằng cách liếm tảng băng muối. Một hôm, khi con bò Auðhumla đang liếm băng thì lộ ra mái tóc, ngày thứ hai lộ ra cái đầu còn ngày thứ ba sinh ra toàn vẹn cơ thể. Từ đó lại sản sinh ra thần Búri. Búri sinh ra người con trai tên là Borr. Borr kết hôn cùng với Bestla - con gái người khổng lồ Bolthorn và sinh ra ba người con là Odin, Vili và Ve.
Càng ngày Ymir càng to lớn và độc ác nên ba anh em Odin, Vili và Ve quyết định giết Ymir. Dòng máu chảy ra từ Ymir nhấn chìm bọn khồng lồ chỉ trừ vợ chồng Bergelmir thoát nạn nhờ con thuyền. Con cháu của Bergelmir ngày càng thù ghét các vị thần Aesir. Người khổng lồ hay người Jotuns hay được biết dưới cái tên gọi: Thursar, Hrímthursar, Risar, Bergrisar hay Troll đều là những kẻ độc ác.
Các vị thần bắt đầu xây dựng thế giới: máu của Ymir tạo thành biển và hồ, sọ tạo thành vòm trời (được bốn người lùn Nordri, Sudri, Austri và Vestri chống giữ ở bốn phương), óc trở thành mây, xương tạo thành núi, những con giòi trong cái xác chết tạo thành người lùn (kẻ chuyên sống dưới mặt đất có quan hệ mật thiết với người khổng lồ). Thần Odin bắt đứa con trai của Bergelmir biến nó thành một con đại bàng và đặt nó tại nơi tận cùng của biển cả. Đôi cánh vỗ của con đại bàng này tạo ra gió và các con sóng biển.
Sau khi tạo xong cảnh quan thì ba vị thần tạo ra con người đầu tiên từ những cây gỗ trên bãi biển: người nam Askr (từ cây thân bì) và người nữ Embla (từ thân cây du). Odin ban cho loài người cho linh hồn và trí thông minh, Vili cho cảm xúc, còn Ve cho giác quan và ngoại hình. Loài người sống ở vùng đất giữa đại nguyên mênh mông gọi là Midgard (trung địa). Tộc Jotuns thường xuyên quấy phá con người nên các vị thần dựng những ngọn núi khổng lồ từ lông mày của Ymir để ngăn cách giống khổng lồ với loài người.
Không dừng tại đó, ba người con của Borr còn tạo ra mặt trời, mặt trăng và các vì sao từ tia lửa của Múspellsheimr. Họ đặt mặt trời và mặt trăng lên hai cỗ xe riêng biệt. Cỗ xe mặt trời được hai con ngựa là Avrak và Alvsin kéo, phía trước mặt trời là tấm khiên Svalin (có nghĩa là khiên làm mát). Những đứa con của Mundifari đã đặt tên cho con gái là Sól (Sun) và con trai là Máni (Moon). Để trừng phạt sự bất kính ấy các Æsir đã bắt Sól lái cỗ xe mặt trời còn Máni cưỡi cỗ xe mặt trăng. Một hôm Máni bắt được hai đứa trẻ mặt đất đang trên đường mang nước giếng Byrgir trở về cùng với bình đất nung và cây sào của chúng. Tên của chúng là Bil và Hjuki, con của Vidfinn. Kể từ đó chúng luôn đi theo Máni trên suốt chuyến xe của chàng. Một mụ khổng lồ đã sinh ra một bầy ma sói trong đó có hai con tên là Skoll và Hati không ngừng truy đuổi anh em Sól và Máni hòng ăn thịt họ. Bởi thế anh em luôn hối hả trên bầu trời. Khi con sói đến gần mặt trăng thì nó gây nên hiện tượng nguyệt thực (tương tự như gấu ăn trăng).

## Chín thế giới trong thần thoại Bắc Âu.
Ở trung tâm vũ trụ là cây tần bì Yggdrasil gắn kết Chín Thế Giới, gồm có Níflheimr, Múspellsheimr, Vanaheimr, Ásgarðr, Miðgarðr, Áflheimr, Svartálfaheimr, Jotunheim và Hel. Asgard và Midgard được nối với nhau bởi cầu vồng lửa Bifröst.

### Múspellsheimr
Trong phần Gylfaginning thuộc Edda Văn xuôi, Muspelheim, là thế giới đầu tiên có mặt, nằm phía năm vực thẳm Ginnungagap. Nơi đây lúc nào cũng rực lửa, nóng bức và chói sáng. Khi Ragnarok đến, Surtur làm gãy cây cầu Biforst và dùng lửa thiêu cháy thế giới. Ông và thần Freyr sẽ tiêu diệt lẫn nhau. Màu sắc tượng trưng cho thế giới này là đỏ.

### Níflheimr
Niflheim hay Niflhel là thế giới lạnh giá tối tăm đối lập với Muspelheim, nằm phía bắc vực thẳm. Trong Gylfaginning, thần Odin cho biết ở vùng đất này có cái giếng Hvergelmir, khởi nguồn của những dòng sông băng Élivágar. Sông Gjöll ngăn cách Hel với phần còn lại của vũ trụ, với chiếc cầu Gjallarbrú bắc ngang sông. Một trong ba rễ Cây Thế Giới vươn xuống Hvergelmir để lấy nước. Bên cạnh giếng là Náströnd (bãi tử thi), nơi sinh sống của rồng Niðhöggr và con cháu.

### Vanaheim
Vanaheim là một trong ba thế giới trên thiên đường, trong tiếng Bắc Âu cổ là "vùng đất của các vị thần Vanir". Vanir còn được gọi là Vindheimr (vùng đất của gió). Đây là nơi trú ngụ của các vị thần Vanir - thần bảo trợ cho sự phì nhiêu, giàu có, trí tuệ và tài tiên tri. Nơi này yên bình và sung túc. Thần Njörðr sẽ trở về sau Ragnarök bắt đầu.
Vanaheim tượng trưng cho thế giới của nước với biểu tượng là những cơn gió nhẹ mang lại sự sống từ phía Tây. Các thần Vanaheim còn được gọi là thần chết, do đó Vanaheimr - thủy giới nằm ở phái Tây có thể được liên tưởng tới chuyến viễn du cuối cùng. Màu sắc biểu tượng cho vùng đất này là xanh lục, xanh lam sẫm, nâu và vàng bóng pha sắc đỏ.
Chương I của Yngling Saga có nhắc đến Vananheimr nằm ở phía Đông sông Don nước Nga. Chương XV của cuốn sách này còn nhắc đến việc nhà vua Sveigðir đã kết hôn với người phụ nữ ở Vanaland, và họ có người con trai là Vanalandi (người từ vùng đất của Vanir).

### Asgard
Xem thêm: Asgard.

### Helheim
Xem thêm: Helheim

### Nidavellir
Xem thêm: Nidavellir